# Eleccions presidencials de Kenya d'octubre de 2017
 El 26 d'octubre de 2017 es van celebrar noves eleccions presidencials en Kenya després que el Tribunal Suprem anul·lés els resultats de la votació presidencial en les eleccions generals d'agost de 2017.

## Context
El 8 d'agost de 2017 es van celebrar eleccions generals en Kenya. L'actual president Uhuru Kenyatta va ser declarat guanyador de les eleccions presidencials amb el 54,17% dels vots, mentre que el seu principal rival Raila Odinga va acabar en segon lloc amb el 44,94% dels vots. L'oposició va afirmar que havia guanyat i que el govern havia falsejat les eleccions. L'oposició va apel·lar a la Tribunal Suprem. Citant una violació dels processos tècnics requerits per la constitució i la llei, el tribunal va emetre un veredicte (per un marge de 4-2) que l'elecció no s'havia "dut a terme d'acord amb la constitució", cancel·lant els resultats i ordenant la celebració de noves eleccions en un termini de 60 dies. En un discurs televisiu, Kenyatta es va queixar que la decisió equivalia a anul·lar la "voluntat del poble". No obstant això, va declarar que encara que no estigués d'acord amb la decisió del Tribunal Suprem, obeiria aquesta decisió. Raila Odinga, d'altra banda, va acollir amb beneplàcit el veredicte del tribunal, dient: "Aquest és, en efecte, un dia molt històric per al poble de Kenya i, per extensió, per als pobles del continent africà".

## Sistema electoral
El President de Kenya és triat utilitzant una versió modificada del sistema de dues voltes: per a guanyar en la primera volta, un candidat ha de rebre més del 50% dels vots a nivell nacional i el 25% dels vots en almenys 24 dels 47 comtats de Kenya.

## Candidats
A principis d'octubre, Odinga va anunciar que es retirava de les eleccions. Després de la seva retirada de la carrera presidencial, hi va haver un acalorat debat entre els advocats sobre la legalitat que la Comissió Independent d'Eleccions i Límits (IEBC) continuï amb les eleccions. Els partidaris de les eleccions sostenen que el tribunal va dictaminar que es repetíssin les eleccions en un termini de 60 dies i que això ha de succeir sense importar el que decideixi el principal partit d'oposició. A més, sostenen que no va ser possible reformar l'IEBC com ell exigia degut les limitacions constitucionals. D'altra banda, en retirar-se de la carrera se li va exigir omplir un formulari 22a, la qual cosa es va negar a fer, dient que era una formalitat innecessària. Això significa que intencionalment volia romandre ambigu i, per tant, no s'havia retirat oficialment. Com a tal, el seu nom estaria en les paperetes de votació. En l'extrem oposat, els opositors a les eleccions sostenen que la cancel·lació d'un candidat significa que ja no pot haver-hi una elecció com la prevista en la Constitució de Kenya després de la sentència del Tribunal Suprem de 2013 en el qual s'afirmava que tal fet requeria la cancel·lació d'una elecció. A més, sostenen que com no es tracta d'una nova elecció sinó d'una elecció repetida, no cal omplir cap formulari si algun candidat es vol retirar. Això significa que la retirada de Raila a través d'una carta va ser suficient per a demostrar que està fora de la contesa electoral.
Anteriorment, el candidat presidencial de l'Aliança de la Tercera Via, Ekuru Aukot, havia apel·lat contra la decisió d'IEBC d'excloure'l de la votació citant l'incompliment de la llei. Va resultar que el Tribunal d'Apel·lació va dictaminar que la decisió d'IEBC d'excloure al candidat no tenia base legal ja que les eleccions del 26 d'octubre eren unes eleccions noves. De fet, el tribunal va dictaminar que tots els candidats presidencials en les eleccions del 26 d'octubre eren lliures de presentar-se com a candidats presidencials en les noves eleccions presidencials del 26 d'octubre de 2017.
El 18 d'octubre, la recentment dimitida comissionada de la IEBC, Roselyn Akombe, va emetre una declaració declarant que la segona elecció presidencial no seria una elecció justa. Akombe també va fugir als Estats Units d'Amèrica per temor a la seva vida.
El 18 d'octubre, el President d'IEBC, Wafula Chebukati, va expressar el seu escepticisme sobre la celebració d'unes eleccions justes també, afirmant que els comissionats d'IEBC tenien una mentalitat partidista i que dimitiria tret que es complissin unes certes condicions per a reformar la IEBC.
El 20 d'octubre, el director general de la IEBC, Ezra Chiloba, va anunciar que no supervisarà les eleccions i que a partir del 23 d'octubre es prendrà tres setmanes de vacances. La partida de Chiloba ha creat més incertesa sobre qui monitorarà l'elecció.
El 24 d'octubre, l'IEBC va anunciar que ara comptaria les boletas de paper de suport i no s'afanyaria a anunciar els resultats oficials basant-se només en els números enviats des dels col·legis electorals com en la primera elecció presidencial també. El mateix dia, Chebukati va nomenar a la Vicepresidenta d'IEBC, Consolata Nkatha B. Maina, com a Oficial Nacional Suplent d'IEBC.

## Resultats
El 30 d'octubre la IEBC va declarar a Kenyatta com a guanyador de les eleccions. La participació dels votants va ser del 38,84%.
| Candidat                                         | Partit                            | Vots       | %     |
| ------------------------------------------------ | --------------------------------- | ---------- | ----- |
| Uhuru Kenyatta                                   | Partit del Jubilee de Kenya       | 7,483,895  | 98.26 |
| Raila Odinga                                     | Super Aliança Nacional            | 73,228     | 0.96  |
| Ekuru Aukot                                      | Aliança de la Tercera Via         | 21,333     | 0.28  |
| Abduba Dida                                      | Aliança per al Canvi Real         | 14,107     | 0.19  |
| Japheth Kaluyu                                   | Independent                       | 8,261      | 0.11  |
| Michael Wainaina                                 | Independent                       | 6,007      | 0.08  |
| Joseph Nyagah                                    | Independent                       | 5,554      | 0.07  |
| Cyrus Jirongo                                    | Partit Demòcrata Unit             | 3,832      | 0.05  |
| Vots nuls/en blanc                               | Vots nuls/en blanc                | 37,713     | –     |
| Total                                            | Total                             | 7,653,930  | 100   |
| Votants registrats (participació)                | Votants registrats (participació) | 19,611,423 | 39.03 |
| Font: IEBC Arxivat 2017-11-07 a Wayback Machine. |                                   |            |       |